# Chico Resch
Glenn Allan "Chico" Resch, född 10 juli 1948, är en amerikansk-kanadensisk före detta professionell ishockeymålvakt som tillbringade 14 säsonger i den nordamerikanska ishockeyligan National Hockey League (NHL), där han spelade för New York Islanders, Colorado Rockies, New Jersey Devils och Philadelphia Flyers. Han släppte in i genomsnitt 3,27 mål per match och höll nollan (inte släppt in ett mål under en match) 26 gånger på 571 grundspelsmatcher.
Resch spelade också för New Haven Nighthawks i American Hockey League (AHL); Muskegon Mohawks i International Hockey League (IHL); Fort Worth Wings i Central Hockey League (CHL) samt Minnesota Duluth Bulldogs i National Collegiate Athletic Association (NCAA).
Han blev aldrig NHL-draftad.
Resch vann Stanley Cup med Islanders för säsongen 1979–1980, det var deras första av fyra raka som bärgades av deras dynastilag. Han vann också Bill Masterton Trophy 1982.
Efter spelarkarriären var han målvaktstränare för Flyers, Minnesota North Stars och Ottawa Senators (även talangscout för de två sista) och general manager för Tri-City Americans i Western Hockey League (WHL). Mellan 1996 och 2014 var han expertkommentator för Devils matcher.